# Gordon Bottomley
Gordon Bottomley, född 1874 och död 1948, var en brittisk skald och dramatiker.
Bottomley började som lyriker med diktsamlingen The gate of smaragdus (1904), men slog först igenom med den på blankvers skrivna ödestragedien King Lear's wife (1915). Han publicerade därefter ett antal andra versdramer, däribland Gruach an Britain's daughter (1921) och A vision of Giorgione (1921), 1925 utgav han sina samlade lyriska dikter under titeln Poems of thirty years.